# Championnats de France d'escrime 2001
 (novembre 2019).
Si vous disposez d'ouvrages ou d'articles de référence ou si vous connaissez des sites web de qualité traitant du thème abordé ici, merci de compléter l'article en donnant les références utiles à sa vérifiabilité et en les liant à la section « Notes et références ».
Navigation
Édition précédente Édition suivante
Les championnats de France d'escrime 2001 ont eu lieu le 22 décembre 2001 à Paris.

## Liste des épreuves
- Épée masculine et épée féminine
- Fleuret masculin et fleuret féminin
- Sabre masculin et sabre féminin.

## Médaillés

### Épée
| Épreuves          | Or                       | Argent                                | Bronze                                                            |
| ----------------- | ------------------------ | ------------------------------------- | ----------------------------------------------------------------- |
| Épée,             |                          |                                       |                                                                   |
| Hommes individuel | Rémy Delhomme Levallois  | Fabrice Jeannet Châlons-en-Champagne  | Matthieu Denis Levallois Jean-Michel Lucenay Châlons-en-Champagne |
| Femmes individuel | Maureen Nisima Aulnay CE | Audrey Descouts Escrime Saint-Gratien | Laura Flessel Levallois Laure Hottelart Levallois                 |

### Fleuret
| Épreuves          | Or                        | Argent                         | Bronze                                                    |
| ----------------- | ------------------------- | ------------------------------ | --------------------------------------------------------- |
| Fleuret,          |                           |                                |                                                           |
| Hommes individuel | Loïc Attely Paris RCF     | Jean-Noël Ferrari Nice OGC     | Sébastien Coutant Lyon MDF Jean-Yves Robin Hénin-Beaumont |
| Femmes individuel | Adeline Wuillème Reims CE | Clothilde Magnan Aubervilliers | Mélanie Moumas Cabries Céline Seigneur Aubervilliers      |

### Sabre
| Épreuves          | Or                       | Argent                          | Bronze                                                         |
| ----------------- | ------------------------ | ------------------------------- | -------------------------------------------------------------- |
| Sabre,            |                          |                                 |                                                                |
| Hommes individuel | Fabrice Gazin Aulnay CE  | Nicolas Lopez Tarbes            | Guillaume Galvez Paris USM Julien Pillet Strasbourg UC         |
| Femmes individuel | Anne-Lise Touya Maquisat | Cécile Argiolas U.S. Ramonville | Magali Carrier U.S. Ramonville Pascale Vignaux U.S. Ramonville |